# Kunstschule
Kunstschule ist eine Sammelbezeichnung für unterschiedliche kunstpädagogische Einrichtungen künstlerischer und musischer Ausrichtung zur Vermittlung von Fähigkeiten und Kenntnissen in den Bereichen der darstellenden Künste, der bildenden und der angewandten.
Unter „Kunstschule“ kann im allgemeinen Sprachgebrauch ebenso der wiederholt angebotene private Malkurs verstanden werden wie die staatlich anerkannte Kunstakademie oder Kunsthochschule beziehungsweise Musikhochschule. Private Kunstschulen können ebenso staatlich anerkannt sein wie Kunstschulen mit staatlichem Träger.

## Geschichte
Die europäische Tradition der Kunstschulen beginnt im Mittelalter, als Maler und Bildhauer ihr Metier als Handwerk betrachteten, in den häufig Lukas-Akademien genannten Ausbildungsstätten. Letztere wurden von freien Vereinigungen, Bruderschaften oder Gilden eröffnet, in denen Kunsthandwerker zum Zweck gegenseitiger Förderung und Ausbildung zusammengeschlossen waren, wie beispielsweise von den Lukasgilden in Venedig (Statuten von 1290) und Florenz (gegründet etwa 1339, Statuten von 1386, Akademie seit 1571). Gleichermaßen bildete die Pariser Gemeinschaft der Maler- und Bildhauermeister Communauté des maîtres peintres et sculpteurs (gegründet 1391, Statuten 1705) an ihrer eigenen Académie de Saint-Luc genannten Schule Bildhauer, Maler und Kunsthandwerker aus.
Als Akademien wurden auch die später von Leonardo da Vinci in Mailand eröffnete Accademia Vinciana (1494) und Baccio Bandinellis Akademie auf dem Belvederehof des Papstes Leo X. in Rom bezeichnet, obwohl diese zunächst nur lockere Künstlergemeinschaften bildeten, in denen die Diskussion und das Lehrgespräch gepflegt wurden. Zur eigentlichen Akademie fehlte ihnen die institutionelle Ordnung. Allerdings vollzog sich ein Wandel, nachdem Bandinellis ursprünglich rein philosophischer, religiöser und humanistischer Zirkel sich um die Gruppe der Bildhauer erweiterte, wie Agostino Venezianos auf das Jahr 1531 datierter Kupferstich mit der Darstellung der Akademie beweist. Der Stich zeigt ältere und jüngere Künstler bei gemeinsamer, aber unterschiedlicher Arbeit in der Werkstatt des Bildhauers. Es wurde innerhalb dieser Gesellschaft gezeichnet und über Theorie und Praxis der Kunst diskutiert.
Die erste als reine Lehranstalt für angehende Künstler betrachtete europäische Akademie war die von Giorgio Vasari mitbegründete Accademia e Compagnia dell’Arte del Disegno (1563) in Florenz. Der flämische Maler Karel van Mander, der sich in den 1570er Jahren in Florenz aufgehalten hatte und dort Vasari begegnet war, eröffnete gemeinsam mit Cornelis Cornelisz und Hendrick Goltzius nach dem florentinischen Vorbild die Malerakademie (1587) in Haarlem.

## Nationales

### Deutschland

#### Geschichte
Als erste deutsche Kunstakademie wird die im Jahr 1662 von dem Kupferstecher und Verleger Jacob von Sandrart gestiftete Maler-Akademie in Nürnberg angesehen (1818 in eine Provinzialkunstschule umgewandelt). Es folgten die vom späteren König von Preußen Friedrich I. gegründete „Academie der Mahler-, Bildhauer- und Architektur-Kunst“ in Berlin (1696; 1786, 1875 und 1882 neu organisiert) und die von Carl Eugen, Herzog von Württemberg gegründete „Académie des arts“ in Stuttgart (1761).
Im Zuge der im 18. Jahrhundert einsetzenden Industrialisierung der Manufakturen erkannten Landesfürsten und private Unternehmer bald die wirtschaftlichen Vorteile einer qualifizierten handwerklichen und künstlerischen Ausbildung des Nachwuchses. Diese bot, neben der Beschaffung von Arbeitskräften, eine Garantie für gestalterische Qualität, die als Verkaufsargument eingesetzt werden konnte. Aus dieser Erkenntnis heraus entstanden neben den vorwiegend akademisch ausgerichteten Kunstschulen sogenannte „Zeichenschulen“, die zunächst vornehmlich als Sonntags- und Abendschulen organisiert waren. Eine derartige Zeichenschule für Handwerkslehrlinge war bereits 1716 von Johann Daniel Preißler in Nürnberg eröffnet worden. Zu diesen Schulen zählten des Weiteren die Zeichenschule Pforzheim (1767), die Großherzoglich Hessische Academie der Zeichenkunst in Hanau (1772) die Fürstliche freie Zeichenschule Weimar (1776), die Zeichenschule der Hamburgischen Gesellschaft zur Beförderung der Küste und nützlichen Gewerbe, die Zeichenschule für Handwerker an der Akademie der Künste Berlin (1786) und die Zeichenschule Magdeburg (1793). Im 19. Jahrhundert nahmen die meisten dieser, inzwischen teilweise von den Handwerkerschulen differenzierten Zeichenschulen die Bezeichnung Gewerbeschule, Kunstgewerbeschule beziehungsweise später Werkkunstschule an. Sie gingen ab den 1960er Jahren in unterschiedlicher Weise in Fachhochschulen und anderen Hochschulen auf.
Im 19. Jahrhundert entstanden die Kunstschule von Aschaffenburg (1807 von Carl Theodor von Dalberg gegründet) und die Großherzoglich-Sächsische Kunstschule Weimar (1860–1930). In dieser Zeit wurden verschiedene Kunstschulen geschlossen, während andere, wie die Kunstgewerbeschulen als Studiengänge in Fachhochschulen integriert wurden, wieder andere aber den Status einer Kunsthochschule erhielten, der zuvor den staatlichen Einrichtungen vorbehalten war. Weil Frauen in der Zeit nicht bei herkömmlichen Kunstschulen zugelassen waren, bildeten sich erste Kunstschulen für Frauen als Künstlerinnen, unter anderen die Schule vom Verein der Berliner Künstlerinnen und die Schule vom Münchner Künstlerinnenverein.

#### Kunstschulen heute
Eine Vielfalt von Bund, Ländern oder Gemeinden getragener Kunstschulen ist fester Bestandteil der staatlichen, regionalen und städtischen Kultur- und Bildungspolitik. Ein Teil der Schulen privater Träger gliedert sich in dieses Schulsystem ein.
Im deutschen Bildungssystem unterliegen die Bezeichnungen und Schulmodelle den teils unterschiedlichen Entscheidungen der Bundesländer. Der Grad der künstlerischen Ausrichtung einzelner Schulen kann sehr verschieden sein. Das Lern- und Lehrangebot der unterschiedlichen Kunstschulen wird jedoch nach Bildungsstufen geordnet:
- Primarstufe (Grundschule)
- Sekundarstufe (Sonderschule, Hauptschule, Realschule, Gymnasium, Gesamtschule)
- Sekundarstufe II (Fachschule, Fachoberschule und andere)
- Tertiärstufe oder Tertiärbereich (Fachhochschule, Akademie mit Hochschulstatus, Hochschule, Universität)
- Quartärbereich (Weiterbildung nach Graduierung, Diplom oder anderem Studienabschluss)

Auf den Bildungsstufen Primarstufe und Sekundarstufe gibt es in einigen Städten Schulen, die einen künstlerisch und musisch ausgerichteten Unterricht bieten, oder mit Kunstschulen zusammenarbeiten, selbst jedoch nicht im engeren Sinne als Kunstschulen bezeichnet werden (siehe Rosa Luxemburg Grundschule).
In der Bildungsstufe Sekundarstufe II können berufsbildende Schulen (alte Bezeichnung: Gewerbeschule), Fachoberschulen, Schulen für kunstgewerbliche oder kunsthandwerkliche Berufe, Schulen für Angewandte Kunst, für Gestaltung oder für Design deutlich ausgerichtet auf künstlerische Fähigkeiten und Berufe ausbilden. Traditionelle Fächer sind die Produktgestaltung (Keramik-, Glas-, Porzellan-, Textil-, Metall- und Edelmetallgestaltung usw.) sowie das Grafikdesign (siehe Liste von Schulen für Gestaltung im Handwerk). Nur in Deutschland können Steinmetze und Steinbildhauer ihre Berufsausbildung an einer Meisterschule abschließen (siehe Steinmetze und Steinbildhauer).
Neben der künstlerischen Gestaltung von Gebrauchsgegenständen (Konsumgütern) oder architektonischen Räumen, geht es heute um die Gestaltung von Handlungsabläufen, Bewegungen und Kommunikation. Dafür entstanden neue Ausbildungsangebote wie Kommunikationsdesign (Grafikdesign, Visuelle Kommunikation) und andere Designdisziplinen.
Der Bildungsstufe Tertiärstufe sind Fachhochschulen mit einem künstlerischen Fachbereich, Kunsthochschulen, Kunstakademien und die Universität der Künste Berlin zugeordnet. Das Lehrangebot im Tertiärbereich muss dem Anspruch eines Künstlerischen Entwicklungsvorhabens genügen.
Fachhochschulen mit gestalterischen und künstlerischen Fachbereichen bilden für Berufe im Bereich angewandter Kunst aus. Umfassende künstlerische und wissenschaftliche Studiengänge mit theorie- und praxisorientierten Fächern für freiberufliche bildende Künstler und Kunstpädagogen bieten Kunsthochschulen und Kunstakademien. In Deutschland sind Kunsthochschulen und Kunstakademien nicht, wie in einigen anderen Ländern, in Universitäten integriert, so dass ein gleichzeitig kombiniertes Studium schwierig ist.
Einige Kunstschulen privater Träger bieten anspruchsvolle Lehre und staatlich anerkannte Abschlüsse. Sie können mit staatlichen Schulen und Hochschulen qualitativ konkurrieren. Andererseits gibt es private Kunstschulen, die für jegliche künstlerische Berufsausbildung und Entwicklung als freiberuflicher Künstler belanglos sind. Wegen gesellschaftlicher Bedeutung und Qualitätsanspruch erwähnenswerte Gruppen privater Kunstschulen:
- Anthroposophisch inspirierte Kunstschulen: Alanus Hochschule für Kunst und Gesellschaft, Fachhochschule Ottersberg und andere
- Private Berufsfachschulen: Schule für Bildende Kunst und Gestaltung
- Kunst- und Kreativitätsschulen und Jugendkunstschulen: Diese Schulen sind der außerschulischen kulturellen Bildungs- und Freizeitarbeit zuzuordnen und bieten keine Berufsabschlüsse. Im Mittelpunkt steht Freizeitgestaltung die zur Persönlichkeitsentwicklung, vorwiegend von Kindern und Jugendlichen, beiträgt.[4]

### Österreich
In Österreich gliedern sich die regulären Kunstschulen im Bildungssystem in folgende Sektoren:
- Musische Schulen (mit Schwerpunkt aller Künste), berufsbildende höhere Schulen mit kreativberuflichen Fächern (Mode, Design u. ä.) und Schulen mit Schwerpunkt Musik – Schulen der Primar- und Sekundarbildung
- Meisterschulen (technisch-gewerblich) und Meisterklassen (schöne Künste) –  postsekundäre Schulen und Kurse
- Kunstuniversitäten – die ehemaligen Akademien (alle kreativberuflichen Sparten außer Literatur und ähnlichem)

Daneben gibt es zahlreiche Schulen im Kurssystem, so die Musikschulen (im engeren Sinne), Sommerakademien, Volkshochschulen, die Zeichenfabrik Wien und anderes, sowohl innerhalb des regulären Bildungssystems, wie privat.

### Schweiz
Die erste Kunstausbildung der deutschsprachigen Schweiz wurde an der F+F Schule für Kunst und Design in Zürich im Jahr 1971 etabliert. Die Kunstgewerbeschulen bildeten damals nur in angewandte Künsten aus, ein eigentliches Kunststudium konnte bis dato in der Schweiz nicht absolviert werden.

### Liechtenstein
In Liechtenstein besteht die Kunstschule Liechtenstein in Nendeln. Es handelt sich bei ihr um eine selbständig Stiftung des öffentlichen Rechts. Die Kunstschule bietet verschiedene Kursformate für Kinder, Jugendliche und Erwachsene an, und zwar nicht nur in Malen, Zeichnen und Fotografieren, sondern insbesondere auch im Bereich der digitalen Medien. Überdies kann an der Kunstschule Liechtenstein im einjährigen gestalterischen Vorkurs eine Vorbereitung auf eine Lehre in einem gestalterischen Beruf oder (bei Maturität) für den Zugang zu einer Hochschule für Design und Kunst absolviert werden.

### Frankreich
In Paris gab es viele Kunstschulen, unter anderen die Schulen Académie de Saint-Luc, Académie Vitti, Académie Carmen, Académie Colarossi, Académie Matisse, Académie Suisse. Die Académie de la Grande Chaumière und die Académie Julian sind heute noch existent, auch die Hochschulen École nationale supérieure des beaux-arts und Ecole nationale supérieure des arts décoratifs.

### Vereinigten Staaten
Die Entwicklung der Kunsthochschulen in den Vereinigten Staaten im 20. Jahrhundert ist vom Bauhaus beeinflusst. Besonders mit der Bauhaus Tradition verbunden war das Black Mountain College in North Carolina, USA.